# Diacronie metronomiche
Diacronie metronomiche è il primo album live della band progressive Deus ex Machina, uscito nel 1996.

## Tracce
1. Ignis ab caelo
2. Foederis aequas
3. Ad montem
4. De oraculis novis I
5. Exordium
6. Bonetti canta deus
7. Perpetua lux
8. Ma
9. Si tu bene valeas brukner
10. Res publica
11. Deus ex machina
12. Dialegein
13. Sigla